# CLDR
Common Locale Data Repository (часто скорочено CLDR, «Спільний репозиторій локальних даних») — проект Консорціуму Unicode, щоб надає дані локалей в XML-форматі для використання в комп'ютерних програмах. CLDR містить інформацію, яку операційна система зазвичай надає додаткам. CLDR написаний мовою LDML (англ. Locale Data Markup Language, «Мова розмітки локальних даних»). Інформація репозиторію використовується в Міжнародних компонентах для Unicode, Apple macOS, LibreOffice, MediaWiki та IBM AIX, а також інших програмах та операційних системах. 
Серед типів даних, які входять до CLDR, є: 
- Переклади назв мов
- Переклади назв країн та територій
- Переклади назв валют, включаючи однину / множину
- Переклади назв днів, місяців, ер[en], періодів дня, у повній та скороченій формах
- Переклади назв часових поясів та міст-прикладів для часових поясів
- Переклади для календарних полів
- Шаблони форматування / аналізу дат або часу доби
- Приклади наборів символів, які використовуються письмовою мовою
- Шаблони форматування / аналізу чисел
- Правила співставлення[en] для мови
- Правила форматування чисел у традиційних системах числення (наприклад, римські цифри, вірменські цифри тощо)
- Правила написання чисел як слів
- Правила транслітерації між сценаріями. Значна частина заснована на романізації BGN/PCGN[en].

Він дещо перегукується з ISO/IEC 15897 (локалі POSIX ). Інформація локалей POSIX може бути отримана з CLDR за допомогою деяких інструментів перетворення CLDR. 
Роботу CLDR підтримує технічний комітет CLDR, до складу якого входять співробітники IBM, Apple, Google, Microsoft та деяких урядових організацій. Наразі[коли?] комітет очолює Джон Еммонс (IBM), а заступником голови є Марк Девіс (Google). 